# Dead Can Dance
Dead Can Dance este un proiect muzical anglo-australian, început în 1981 în Melbourne, Australia de Lisa Gerrard și Brendan Perry. Trupa se mută la Londra în mai 1982. Ian McFarlane, istoric al muzicii din Australia a descris stilul Dead Can Dance ca „o construcție sonoră de o grandoare fermecătoare și de o frumusețe solemnă care înglobează poliritmie africană, folk galic, cânt gregorian, acorduri din Orientul Mijlociu și art rock.”
Trupa se separă în 1998 ca mai apoi să se reunească în 2005 pentru un turneu mondial și în 2011 pentru a lansa un nou album (Anastasia) cu care pornesc o serie de concerte în diverse locații.